# Al-Ittihad Club (Trípoli)
El Al-Ittihad Club (en árabe: نادي الإتحاد‎) es un club deportivo situado en Bab Ben Geshier, Trípoli, Libia. Se trata de uno de los clubes más exitosos del fútbol de Libia, habiendo ganado la Liga Premier de Libia en quince ocasiones, la Copa Libia seis veces, y la Super Copa Libia en nueve oportunidades. 
Al Ittihad se convirtió en el primer club libio en alcanzar las semifinales de la Liga de Campeones de la CAF en el 2007, siendo eliminados por el que se convertiría en subcampeón, Al-Ahly de Egipto, por un cerrado marcador de 1-0 en el global.

## Historia
El club Al Ittihad fue fundado un sábado 29 de julio de 1944, después de una fusión entre los clubes Al Nahda y Al Shabab. Mohamed Al-Krewi fue su fundador y primer presidente.

## Afición

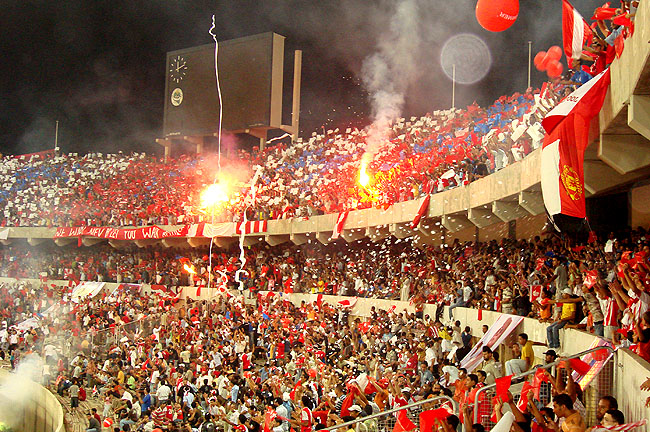
Fánaticos durante la Liga de Campeones de la CAF 2007.

Al Ittihad es uno de los clubes que tienen más afición en Libia. Durante la Liga de Campeones de la CAF 2007, el club celebró el mayor récord de asistencia durante el torneo. Los fanáticos del club son apodados RED Aurora y Fánaticos Teha.

## Estadio
El club juega sus partidos como local en el Estadio 11 de Junio, localizado a 6 km del centro de Trípoli. Tiene una capacidad para unas 65.000 personas sentadas. El estadio es compartido con su clásico rival: Al Ahly. El club es dueño del Estadio 7 de Octubre, localizado en el centro de Trípoli, su terreno es utilizado para las prácticas del club.

## Jugadores

### Jugadores destacados
- Saleem Abujrad
- Ahmed Al Masli (2004–06), (2007–08)
- Nader Al-Tarhouni (2000–05)
- Abu Baker Bani
- Luis de Agustini (2002–04)
- Belga Ilfituri
- Alexis Enam (2005–07)
- Patrick M'Boma (2002–03)
- Stanley Afedzie (2008–09)
- Laryea Kingston (2000)
- Victor Ikpeba (2002–03)
- Sapol Mani (2007–11)
- Dario Baccin (2002)
- Nenad Mladenović (2007)

## Palmarés

### Torneos nacionales (44)
- Liga Premier de Libia (18): 1965, 1966, 1969, 1986, 1988, 1989, 1990, 1991, 2002, 2003, 2005, 2006, 2007, 2008, 2009, 2010, 2021, 2022 (Récord)
- Copa de Libia (7): 1986, 1992, 1999, 2004, 2005, 2007, 2009, 2010
- Supercopa de Libia (10): 1999, 2002, 2003, 2004, 2005, 2006, 2007, 2008, 2009, 2010
- Campeonato de Trípoli (10): 1949, 1950, 1951, 1952, 1953, 1954, 1955, 1956, 1957, 1958.

## Participación en competiciones de la CAF

### Liga de Campeones de la CAF
| Temporada | Ronda            | Club                 | Local | Visita | Global       |
| --------- | ---------------- | -------------------- | ----- | ------ | ------------ |
| 2003      | Ronda Preliminar | Hassania Agadir      | 0-0   | 0-0    | 0-0 (5-6 p.) |
| 2004      | Ronda Preliminar | Sahel SC             | 1-0   | 0-2    | 1-2          |
| 2006      | Ronda Preliminar | JS Kabylie           | 1-1   | 0-4    | 1-5          |
| 2007      | Ronda Preliminar | Mogas 90             | 3-0   | 1-0    | 4-0          |
| 2007      | Primera Ronda    | AS-FNIS              | 4-1   | 1-0    | 5-1          |
| 2007      | Segunda Ronda    | Étoile du Congo      | 2-0   | 1-3    | 3-3 (v.)     |
| 2007      | Fase de grupos   | JS Kabylie           | 1-0   | 1-3    | 2º lugar     |
| 2007      | Fase de grupos   | FAR Rabat            | 2-0   | 0-1    | 2º lugar     |
| 2007      | Fase de grupos   | Étoile du Sahel      | 2-0   | 0-0    | 2º lugar     |
| 2007      | Semifinales      | Al-Ahly              | 0-0   | 0-1    | 0-1          |
| 2008      | Primera Ronda    | Primeiro de Agosto   | 1-0   | 1-2    | 2-2 (v.)     |
| 2008      | Segunda Ronda    | Mazembe              | 2-1   | 0-2    | 2-3          |
| 2009      | Primera Ronda    | Al-Merreikh Omdurmán | 1-1   | 0-3    | 1-4          |
| 2010      | Primera Ronda    | Difaa El Jadida      | 1-1   | 1-1    | 2-2 (4-3 p.) |
| 2010      | Segunda Ronda    | Al-Ahly              | 2-0   | 0-3    | 2-3          |
| 2011      | Primera Ronda    | JC Abidjan           | w/o 1 | w/o 1  | w/o 1        |
| 2011      | Segunda Ronda    | Enyimba              | -     | 1-0    | 1-0 2        |
| 2013      | Ronda Preliminar | CA Bizertin          | 0-1   | 1-1    | 1-2          |
| 2021-22   | Primera Ronda    | KMKM                 | 2-0   | 2-0    | 4-0          |
| 2021-22   | Segunda Ronda    | Espérance de Tunis   | 0-0   | 0-1    | 0-1          |
| 2022-23   | Primera Ronda    | Flambeau du Centre   | 2-1   | 0-1    | 2-2 (a)      |

1- JC Abidjan abandonó el torneo.

2- La serie se jugó a partido único por los graves incidentes en Libia.

### Copa Africana de Clubes Campeones
| Temporada | Ronda            | Club            | Local | Visita | Global |
| --------- | ---------------- | --------------- | ----- | ------ | ------ |
| 1967      | Primera ronda    | Diamant Yaoundé | w/o 1 | w/o 1  | w/o 1  |
| 1967      | Cuartos de final | Mazembe         | w/o2  | w/o2   | w/o2   |
| 1985      | Primera Ronda    | GCR Mascara     | 3-0   | 0-4    | 3-4    |
| 1987      | Primera Ronda    | Étoile du Sahel | w/o 2 | w/o 2  | w/o 2  |
| 1989      | Primera Ronda    | MC Oran         | w/o 2 | w/o 2  | w/o 2  |
| 1990      | Primera Ronda    | Olympic FC      | 6-1   | 0-2    | 6-3    |
| 1990      | Segunda Ronda    | Al-Ahly         | 0-3   | 0-5    | 0-8    |
| 1991      | Primera Ronda    | ASEC Mimosas    | 0-0   | 0-2    | 0-2    |
| 1992      | Ronda Preliminar | Saint-George SA | 3-0   | 1-2    | 4-2    |
| 1992      | Primera Ronda    | Gor Mahia       | 1-0   | 0-2    | 1-2    |

1- Diamant Yaoundé abandonó el torneo.

2- Al Ittihad abandonó el torneo.

### Copa Confederación de la CAF
| Temporada | Ronda             | Club               | Local | Visita | Global       |
| --------- | ----------------- | ------------------ | ----- | ------ | ------------ |
| 2005      | Ronda Preliminar  | ASFB Bobo          | 4-0   | 0-3    | 4-3          |
| 2005      | Primera Ronda     | JS Kairouan        | 3-0   | 2-3    | 5-3          |
| 2005      | Segunda Ronda     | 105 Libreville     | 3-1   | 0-2    | 3-3 (v.)     |
| 2008      | Tercera Ronda     | Asante Kotoko      | 2-1   | 1-3    | 3-4          |
| 2010      | Tercera Ronda     | Primeiro de Agosto | 2-0   | 1-2    | 3-2          |
| 2010      | Fase de grupos    | ASFAN Niamey       | 4-0   | 3-1    | 2º lugar     |
| 2010      | Fase de grupos    | Djoliba AC         | 2-0   | 1-0    | 2º lugar     |
| 2010      | Fase de grupos    | Al-Hilal Omdurmán  | 1-2   | 0-2    | 2º lugar     |
| 2010      | Semifinales       | FUS Rabat          | 1-2   | 1-0    | 2-2 (v.)     |
| 2011      | Tercera Ronda     | Sunshine Stars     | -     | 0-1    | 0-1 1        |
| 2015      | Ronda Preliminar  | Elect-Sport        | 6-1   | 1-0    | 7-1          |
| 2015      | Primera Ronda     | ASEC Mimosas       | 1-2   | 1-1    | 2-3          |
| 2016      | Ronda Preliminar  | AS SONIDEP         | 4-1   | 1-3    | 5-4          |
| 2016      | Primera Ronda     | Medeama            | 1-0   | 0-2    | 1-2          |
| 2018      | Ronda Preliminar  | Sahel SC           | 3-0   | 1-0    | 4-0          |
| 2018      | Primera Ronda     | Akwa United        | 1-0   | 0-1    | 1-1 (2-3 p.) |
| 2018-19   | Ronda Preliminar  | Miracle Club       | w/o 2 | 8-0    | 8-0          |
| 2018-19   | Primera Ronda     | RS Berkane         | 0-1   | 0-3    | 0-4          |
| 2019-20   | Ronda Preliminar  | US GN              | 2-0   | 1-1    | 3-1          |
| 2019-20   | Primera Ronda     | Hassania Agadir    | 1-1   | 0-0    | 1-1 (v.)     |
| 2020-21   | Ronda Preliminar  | Horseed            | 4-1   | 3-0    | 7-1          |
| 2020-21   | Primera Ronda     | Pyramids           | 0-1   | 2-3    | 2-4          |
| 2021-22   | Ronda de Play-Off | Stade Malien       | 1-0   | 0-1    | 1-1 (4-2 p.) |
| 2021-22   | Fase de grupos    | Orlando Pirates    | 3-2   | 0-0    | 2° lugar     |
| 2021-22   | Fase de grupos    | JS Saoura          | 1-1   | 0-1    | 2° lugar     |
| 2021-22   | Fase de grupos    | Royal Leopards     | 3-2   | 2-1    | 2° lugar     |
| 2021-22   | Cuartos de final  | Al-Ahly Trípoli    | 0-0   | 0-1    | 0-1          |

1- La serie se jugó a un partido único por la situación política en Libia.

2- Miracle Club abandonó el torneo antes de jugar el partido de vuelta.

### Recopa Africana
| Temporada | Ronda            | Club              | Local | Visita | Global       |
| --------- | ---------------- | ----------------- | ----- | ------ | ------------ |
| 2000      | Primera Ronda    | Great Olympics    | 2-0   | 0-2    | 2-2 (3-2 p.) |
| 2000      | Segunda ronda    | Supersport United | 2-0   | 0-1    | 2-1          |
| 2000      | Cuartos de final | JS du Ténéré      | 5-2   | 0-1    | 5-3          |
| 2000      | Semifinales      | Canon Yaoundé     | 1-1   | 0-1    | 1-2          |